# Freyming-Merlebach
Freyming-Merlebach è un comune francese di 13 523 abitanti situato nel dipartimento della Mosella nella regione del Grand Est.

## Società

### Evoluzione demografica
Abitanti censiti

## Amministrazione

### Gemellaggi
- Orciano di Pesaro